# Palais du Recteur
Le palais du Recteur (en croate : Knežev dvor ; en italien : Palazzo dei Rettori) est un palais situé dans la vieille ville de Dubrovnik. Comme son nom l'indique, il servait de siège au recteur de la république de Raguse entre le XIVe siècle et 1808. Il fut aussi le siège du Conseil mineur et de l'administration de l'État. En outre, il a abrité une salle d'armes, des magasins de poudre, une maison de correction et une prison.
Le palais du Recteur a été construit en style Gothique, mais il possède aussi des éléments Renaissance et Baroques, l'ensemble combinant harmonieusement ces différents éléments.
Le département d'histoire du musée de la ville de Dubrovnik est installé dans le palais depuis 1872.

## Vues

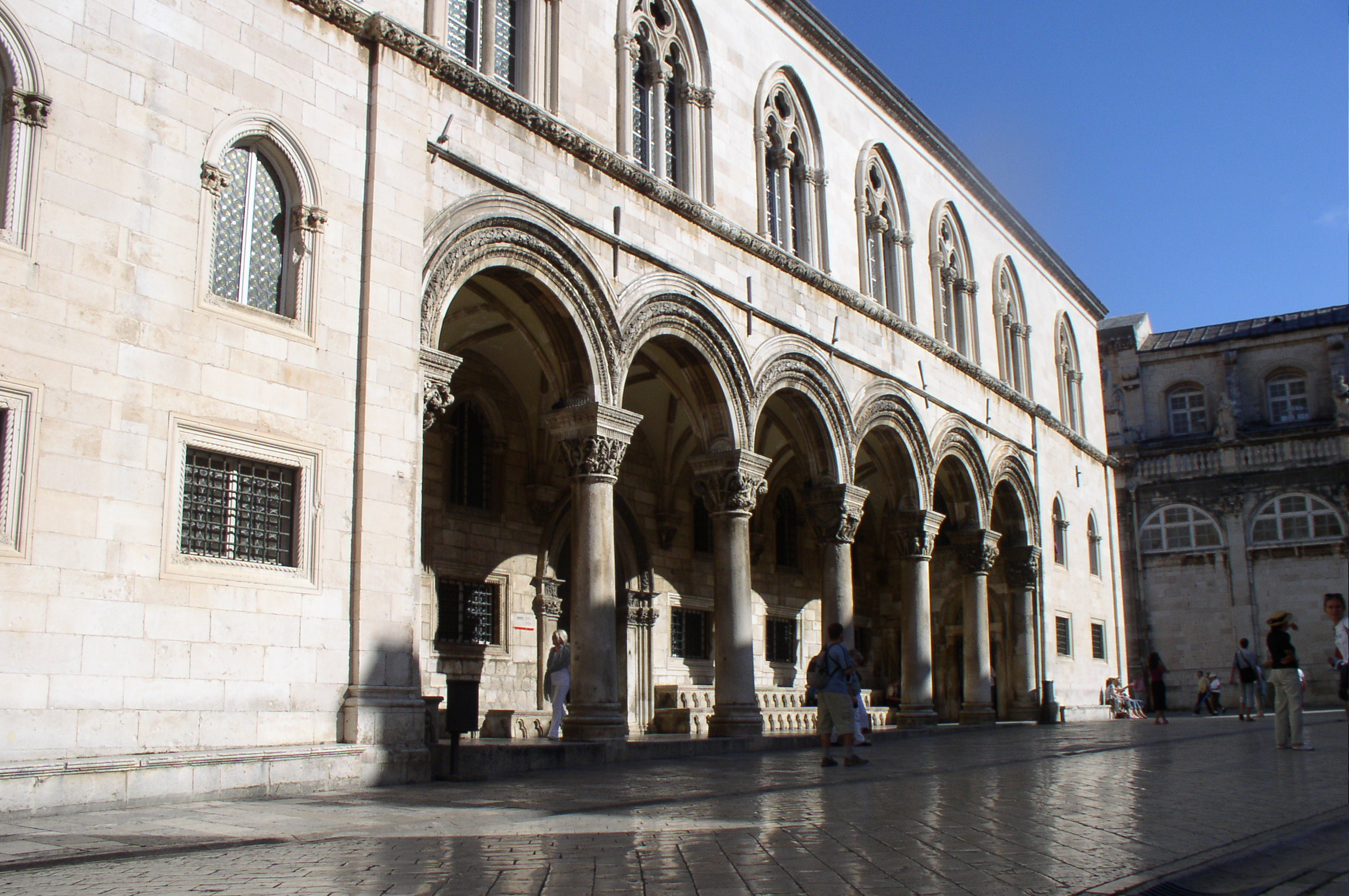
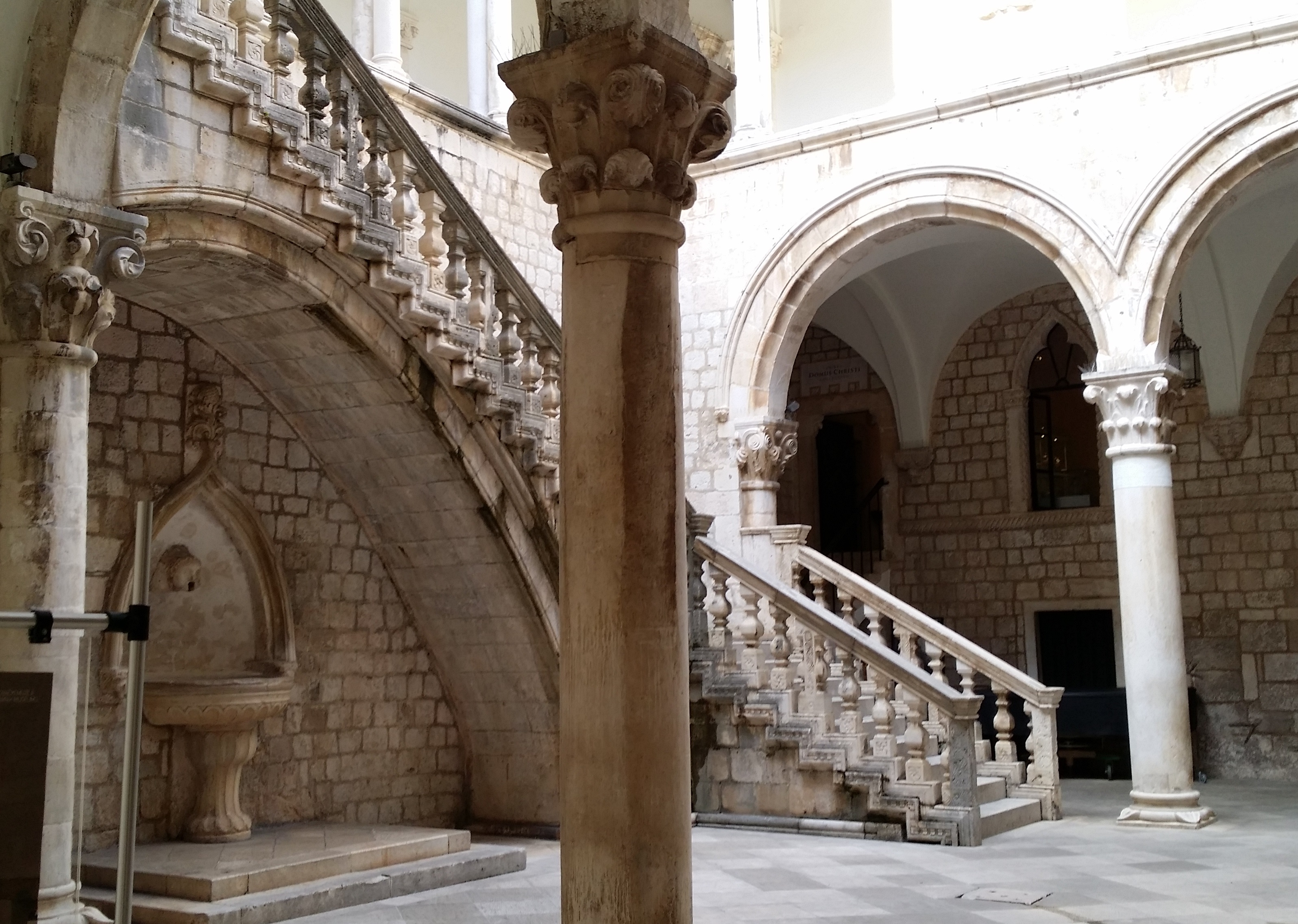
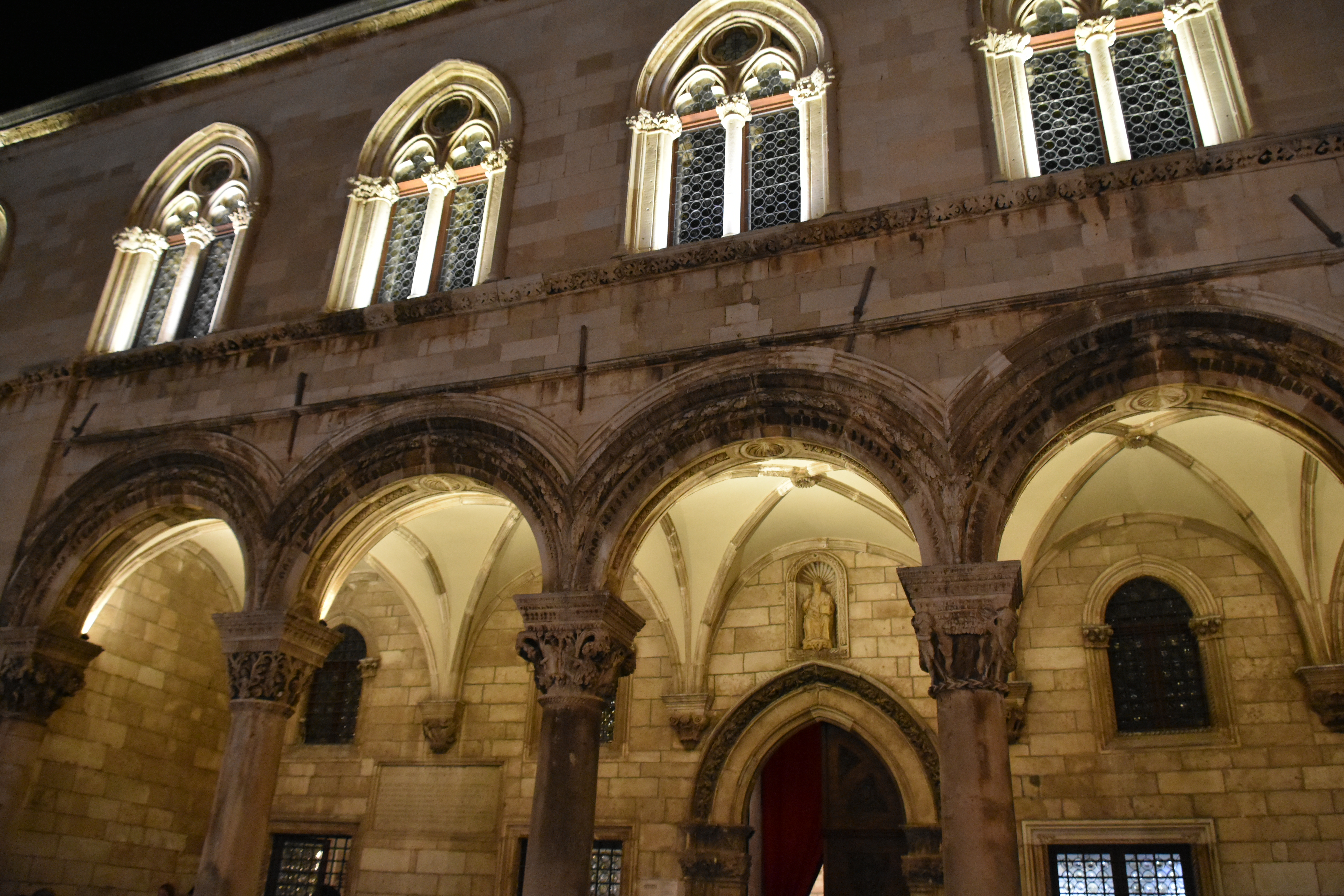
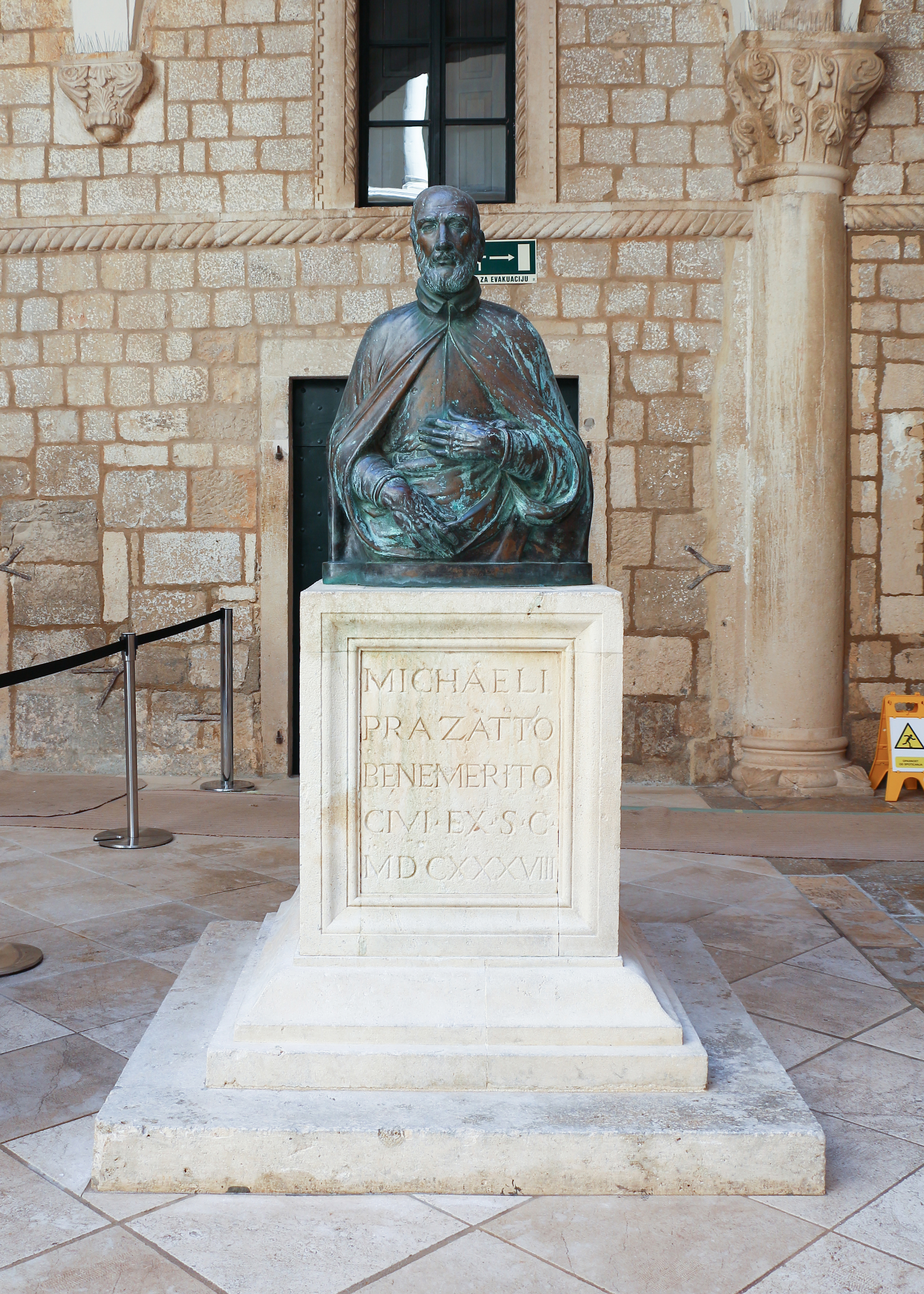
Statue de Michaeli Prazatto à l'intérieur du palais
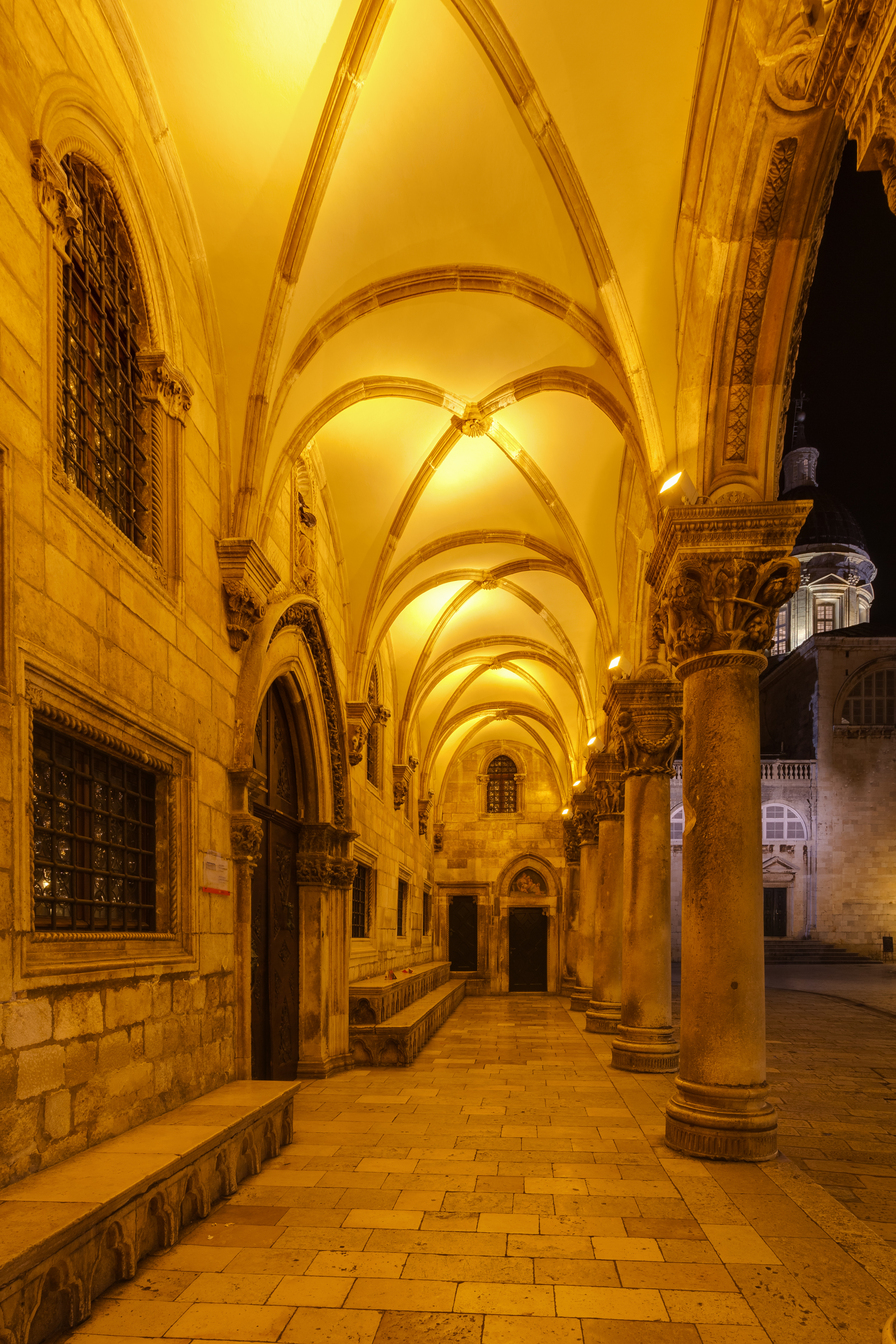